# Lane Barrett
William Lane Barrett (ur. 17 października 1964 w Calgary) – kanadyjski narciarz, specjalista narciarstwa dowolnego. Nigdy nie startował na mistrzostwach świata. Zajął 22. miejsce w jeździe po muldach na igrzyskach olimpijskich w Albertville. Najlepsze wyniki w Pucharze Świata osiągnął w sezonie 1991/1992, kiedy to zajął 43. miejsce w klasyfikacji generalnej.
W 1994 r. zakończył karierę.

## Sukcesy

### Igrzyska olimpijskie
| Miejsce | Dzień     | Rok  | Miejscowość | Konkurencja      | Zwycięzca       |
| ------- | --------- | ---- | ----------- | ---------------- | --------------- |
| 22.     | 13 lutego | 1992 | Albertville | Jazda po muldach | Edgar Grospiron |

### Puchar Świata

#### Miejsca w klasyfikacji generalnej
- 1988/1989 – 88.
- 1989/1990 – 62.
- 1990/1991 – 52.
- 1991/1992 – 43.
- 1992/1993 – 62.
- 1993/1994 – 56.

#### Miejsca na podium
1. Lake Placid – 24 stycznia 1992 (Jazda po muldach) – 3. miejsce